# Bad Düben
Bad Düben è una città del libero stato della Sassonia, Germania, nel circondario della Sassonia Settentrionale. Le due bande azzurre nello stemma indicano l'appartenenza di Bad Düben all'Osterland.

## Amministrazione

### Gemellaggi
- Diez, Germania